# Modernismo en México
Así como en otros países de Hispanoamérica, tras la llegada del modernismo a México, una corriente artística europea, existieron diferentes manifestaciones del modernismo en el resto de las artes, arquitectura, la pintura, la escultura o la música. En México esta corriente artística se manifestó durante el imperio de Maximiliano de Habsburgo (1864-1867), durante la presidencia de Porfirio Díaz se potenció (1879-1910). Pero la estética extranjera influyo por los modelos implantados de la corte europea de Maximiliano, las invasiones francesas de 1838 y 1861, la ocupación americana de 1847, y alas migraciones de la primera mitad del siglo XIX.
Este estilo proveniente de Francia y Bélgica, y otros países europeos influyeron en México y jugaron un papel cultural en las décadas de 1890-1910 y poco se conoce sobre esta corriente por la dificultad de sus antecedentes como el mobiliario y obras arquitectónicas realizadas en ese periodo. Muchos autores denominan esta versión mexicana como Nuevo Estilo por las influencias francesas, italianas, inglesas o alemanas. Su influencia se baso por la búsqueda de la modernidad en la época, un estilo nuevo que se diferenciara de lo cotidiano por lo que en las revistas se publicaron imágenes y textos con esta estética. Durante el gobierno de Maximiliano se saturo de decoraciones europeas, en la Ciudad de México se trazaron paseos concebidos a la imagen francesa y la evolución que presentaba era semejante a la de Europa.